# Татарский Студенец
Тата́рский Студене́ц (тат. Татар Суыксуы) — деревня в Алькеевском районе Республики Татарстан. Расположена на территории Нижнеалькеевского сельского поселения.

## География
Деревня расположена в Западном Закамье. Находится в 4,2 км к северу от центра поселения, села Нижнее Алькеево, в 8,8 км к юго-востоку от районного центра, села Базарные Матаки

## История
Согласно «Спискам населённых мест Российской империи» по состоянию на 1859 год в казённой деревне Татарский Студенец: 123 двора крестьян, население — 359 душ мужского пола и 389 женского, всего — 748 человек.

## Население
| 1782 | 1859 | 1897 | 1908 | 1920 | 1926 | 1938 | 1949 | 1958 | 1970 | 1979 | 1989 | 2002 | 2010 | 2015 |
| ---- | ---- | ---- | ---- | ---- | ---- | ---- | ---- | ---- | ---- | ---- | ---- | ---- | ---- | ---- |
| 120  | 703  | 1086 | 1289 | 1199 | 685  | 498  | 326  | 388  | 310  | 230  | 120  | 109  | 103  | 95   |

Национальный состав
Согласно результатам переписи 2002 года, в национальной структуре населения села татары составляли 99%.

### Комментарии
1. ↑  Расстояние измерено с помощью инструментария Яндекс.Карты
2. ↑  душ мужского пола